# Spijker Watervliet
Spijker Watervliet, ook wel  't Olde Spiker genoemd, is een  klein zeventiende-eeuws buitenhuis net bezuiden landgoed Molecaten, in de Nederlandse gemeente Hattem (provincie Gelderland).  Het kent twee stenen bouwlagen met een zadeldak tussen bakstenen topgevels in Gelderse trant. De namen verwijzen naar de ligging aan water en naar de functie als opslagpaats voor graan. Het pand is sinds 1970 ingeschreven in het register van rijksmonumenten.

## Geschiedenis
In 1640 liet de Hattemse burgemeester Melchior Greve aan de rand van de Veluwe dit buitenhuis of spijker bouwen. Het diende als opslagplaats voor granen en tot verblijfplaats van de landheer in de zomer, wanneer deze zijn landerijen inspecteerde. Boven de ingang van het pand is een rond venster in natuurstenen omlijsting en een geblokte spitsboog, geschreven staat behalve het oorspronkelijke bouwjaar, de tekst Die Sait die Mait, vertaald in de huidige Nederlandse taal, die Zaait die Maait. Dit is een spreuk uit Johannes 4:34-37, afkomstig uit de Statenvertaling van 1637. De volledige Bijbeltekst luidt: Een ander is het, die zaait, en een ander, die maait.
In 1694 is in de omgeving van de spijker een spreng, genaamd de Spijkerspreng, gegraven om een papiermolen aan te drijven. Deze is rond ca. 1751 afgebroken en de spreng is grotendeels verland. De naam 'Watervliet' geeft mogelijk de lage ligging ten opzichte van landgoed Molecaten aan.
In 1805 werd Watervliet aangekocht door de toenmalige eigenaar van huis Molecaten.

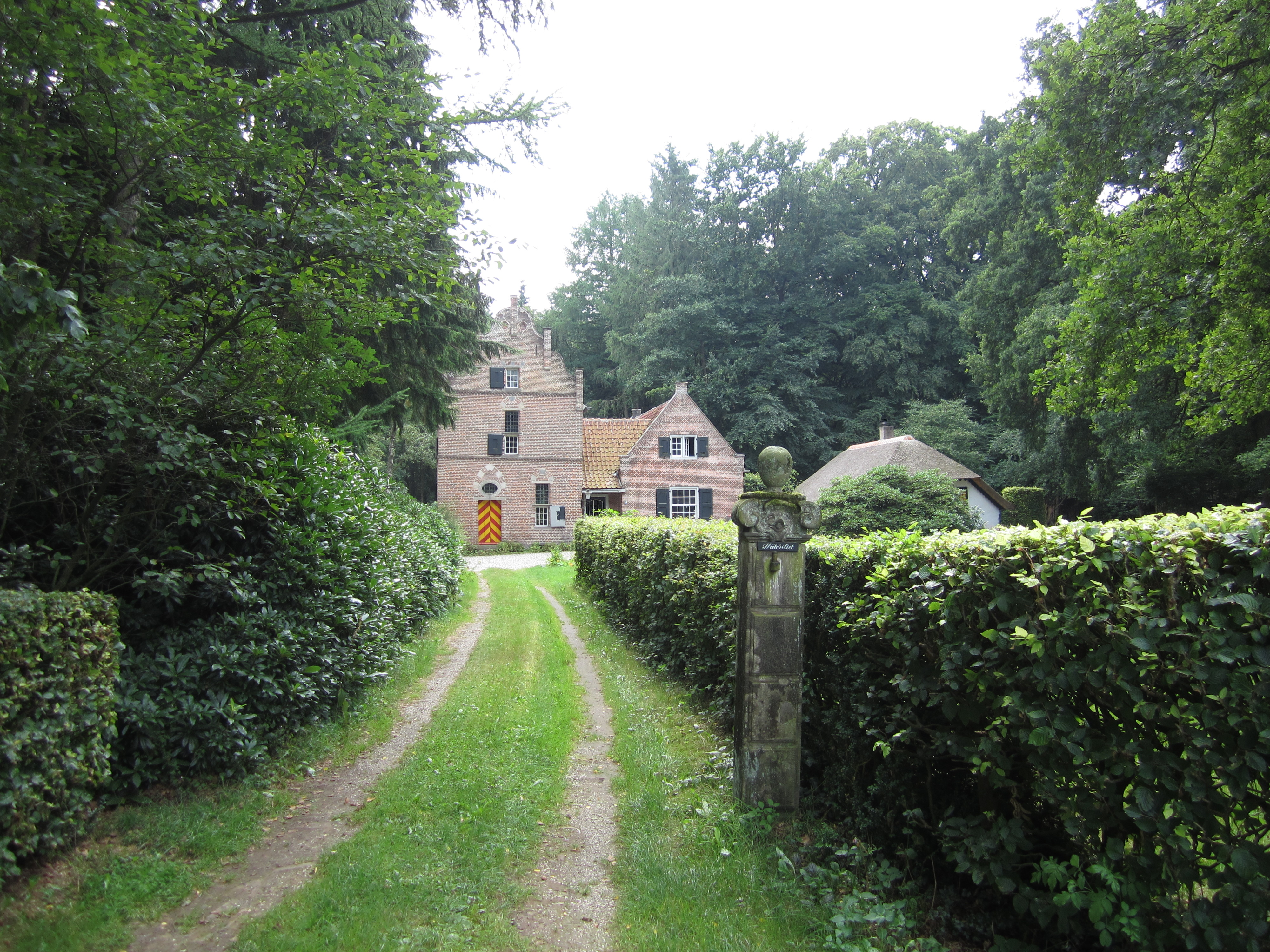
Watervliet met bijgebouw

Na de verkoop van het landgoed Molecaten in 1987 bleef Watervliet, met het naastliggende boerderijtje en de omliggende grond, buiten de verkoop. De familie van Heeckeren ging er wonen.

## Restauratie
In de loop der tijd veranderde de functie van de spijker, er werden in de 18de en 19de eeuw delen aangebouwd. In 1960 is het huis gerestaureerd onder toezicht van de Rijksdienst voor de monumentenzorg. Het aanliggende 19e-eeuwse boerderijtje is toen vervangen door nieuwbouw in aansluitende bouwstijl. Dit om comfortabele bewoning mogelijk te maken. Daarbij is een extra ingang en achterdeur gemaakt tussen de oude kern en het nieuwe woongedeelte. De voordeur draagt de kleuren, geel en rood van het wapen van de familie Van Heeckeren. Deze zijn ook elders op het landgoed op de gebouwen te zien. Bij de entree van Watervliet staan twee natuurstenen pijlers met de naam erop.
Huis en directe omgeving zijn niet toegankelijk voor het publiek.

## Fotogalerij

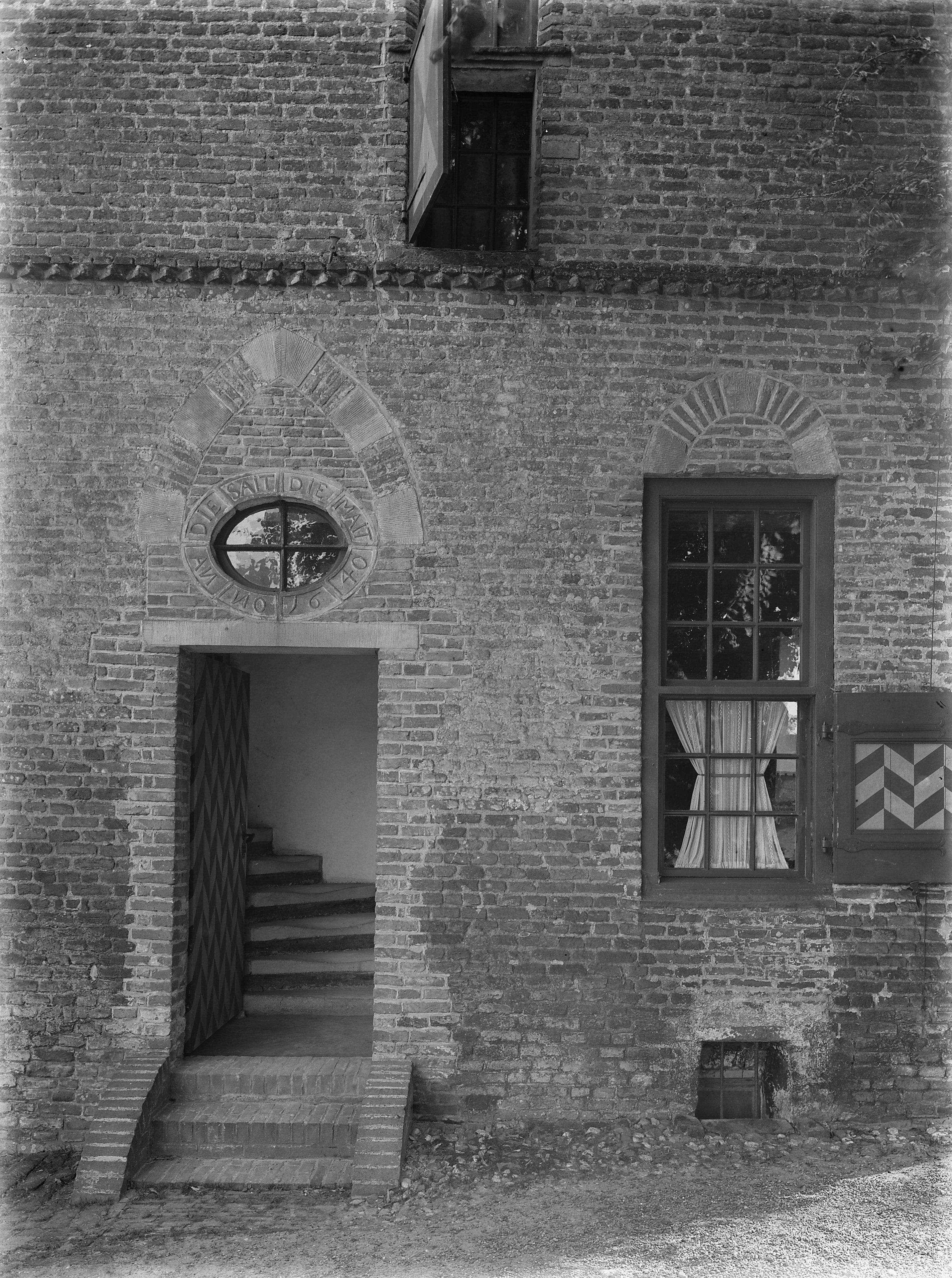
Ingang (1922)
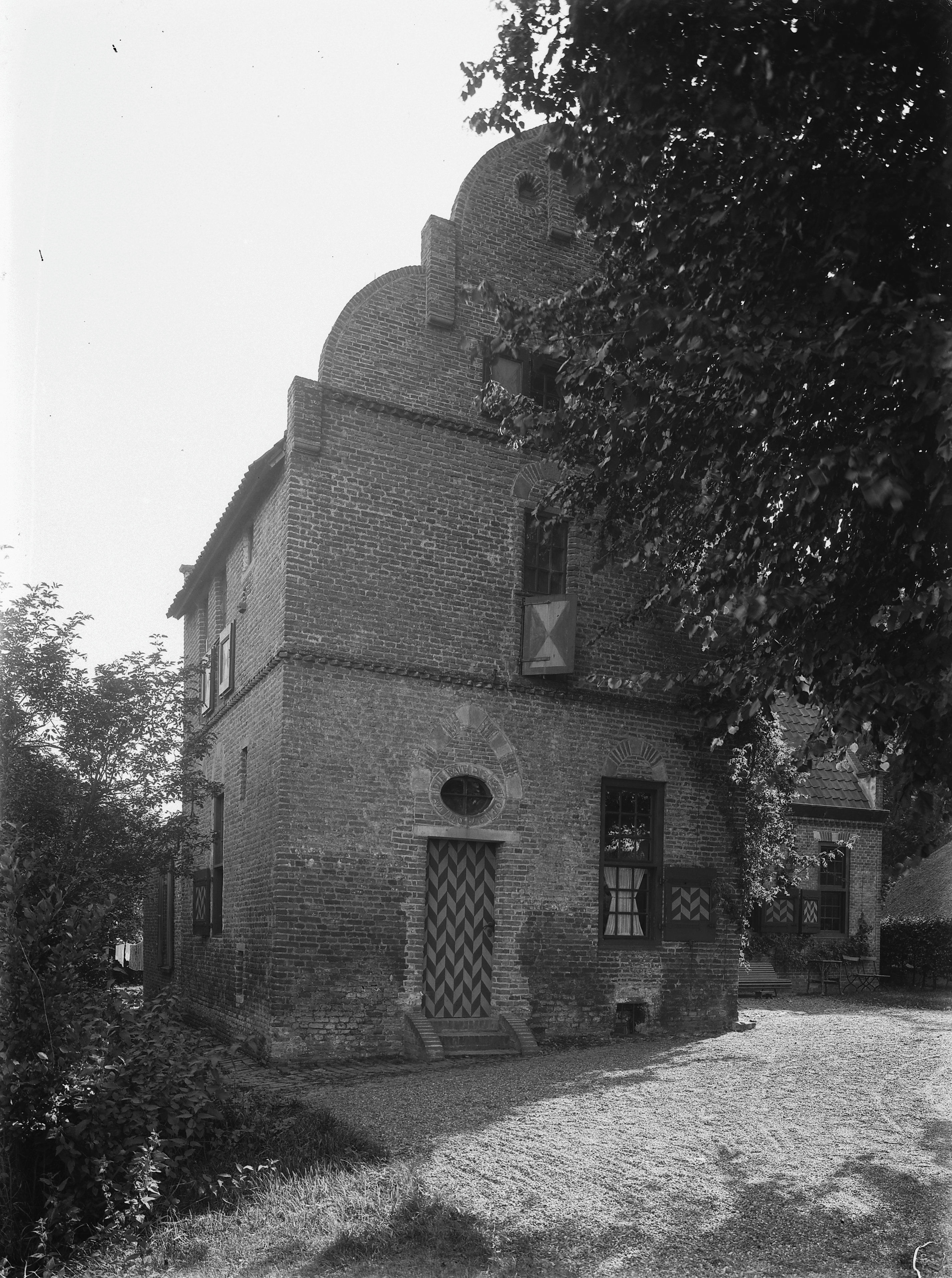
Voorgevel (1922)
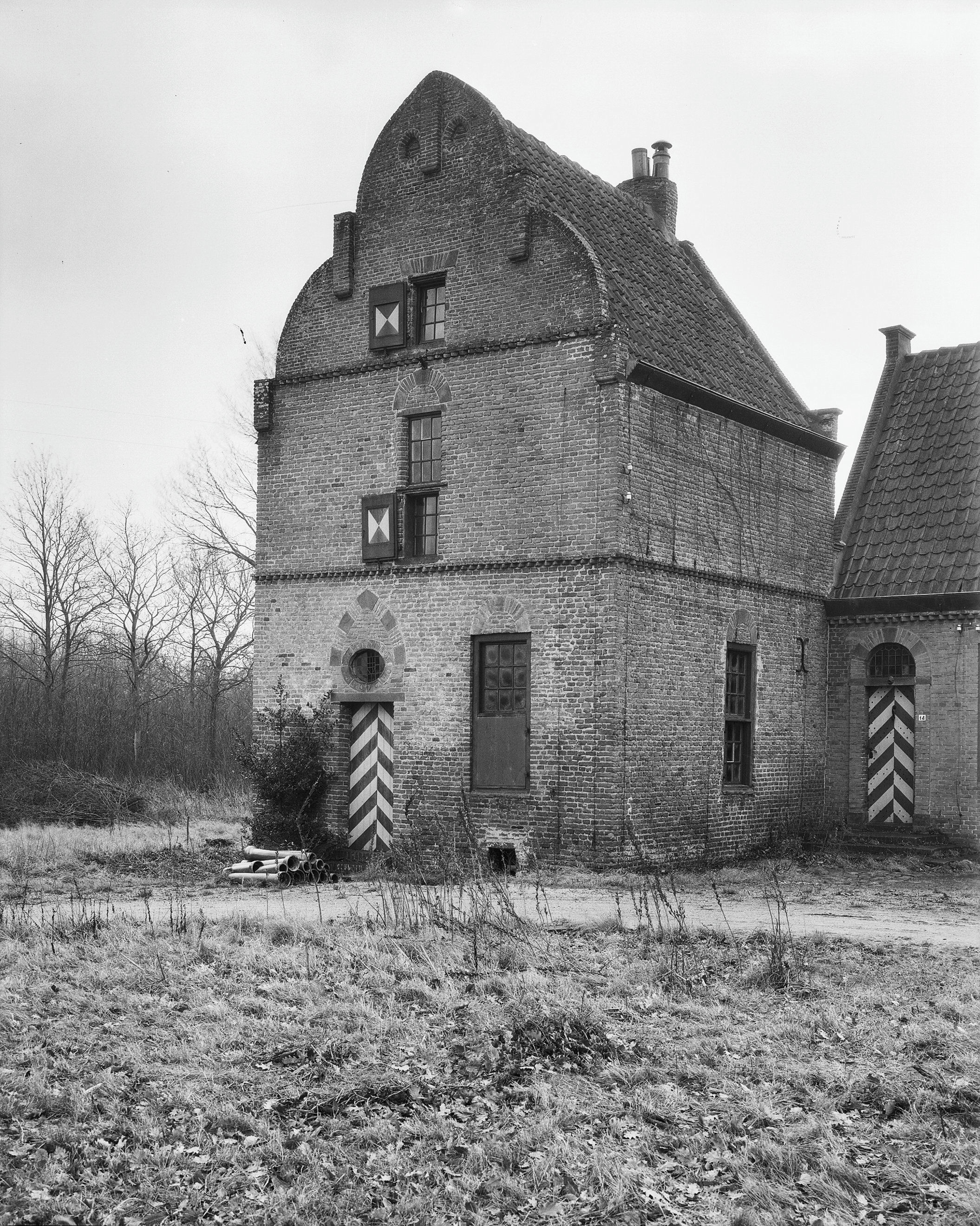
Vooraanzicht (1960)
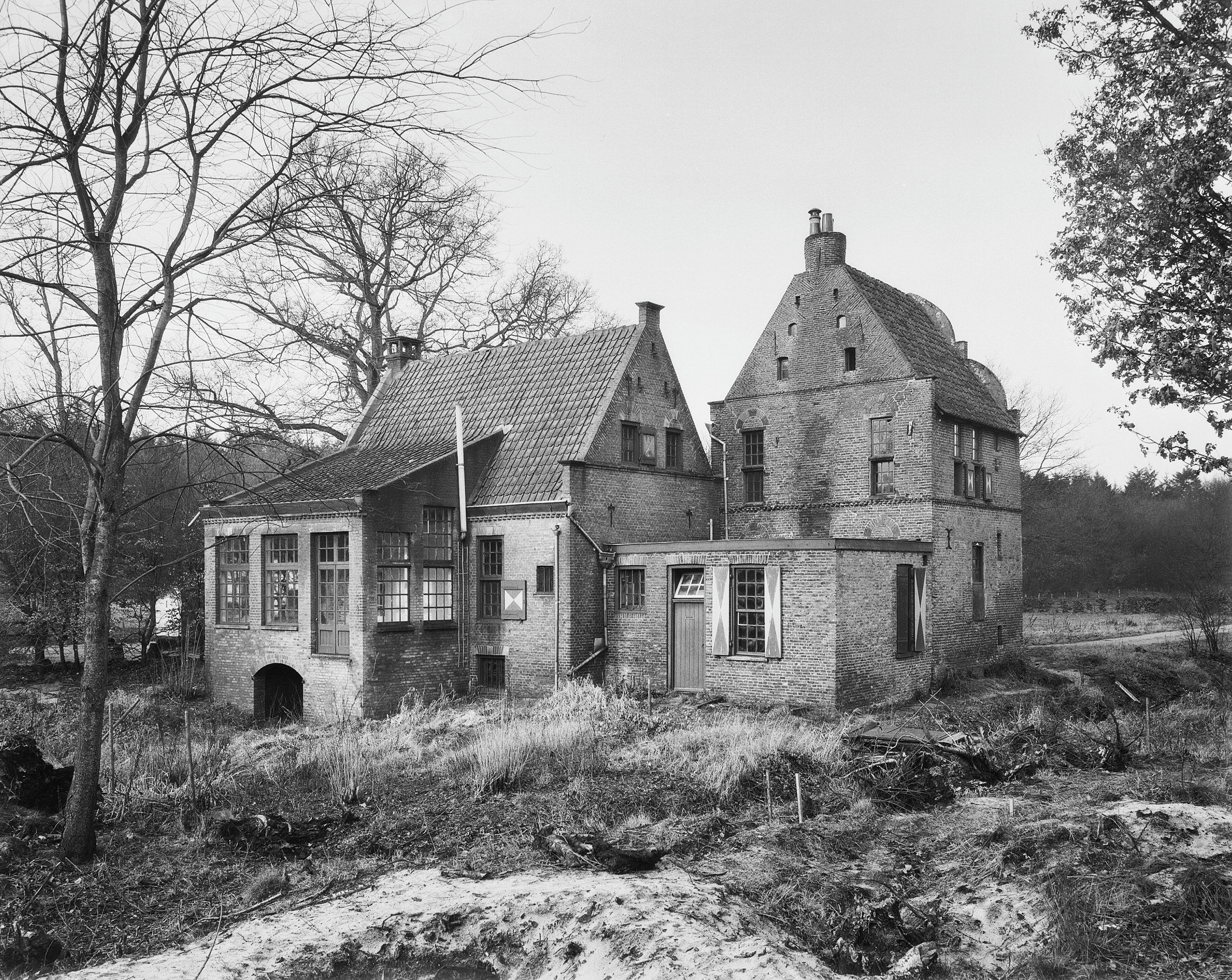
Overzicht achterzijde (1960)
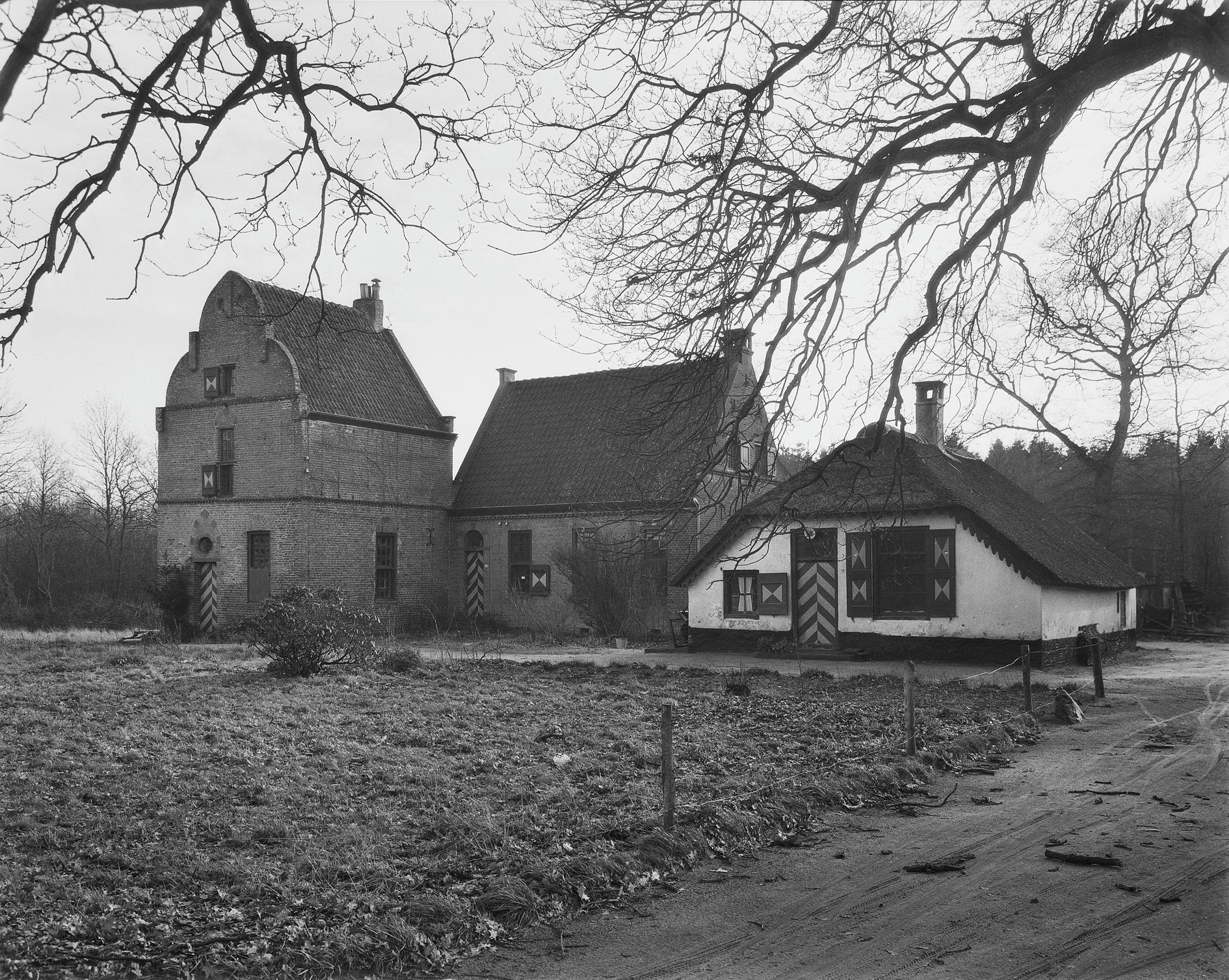
Overzicht voorzijde met bebouwing (1960)
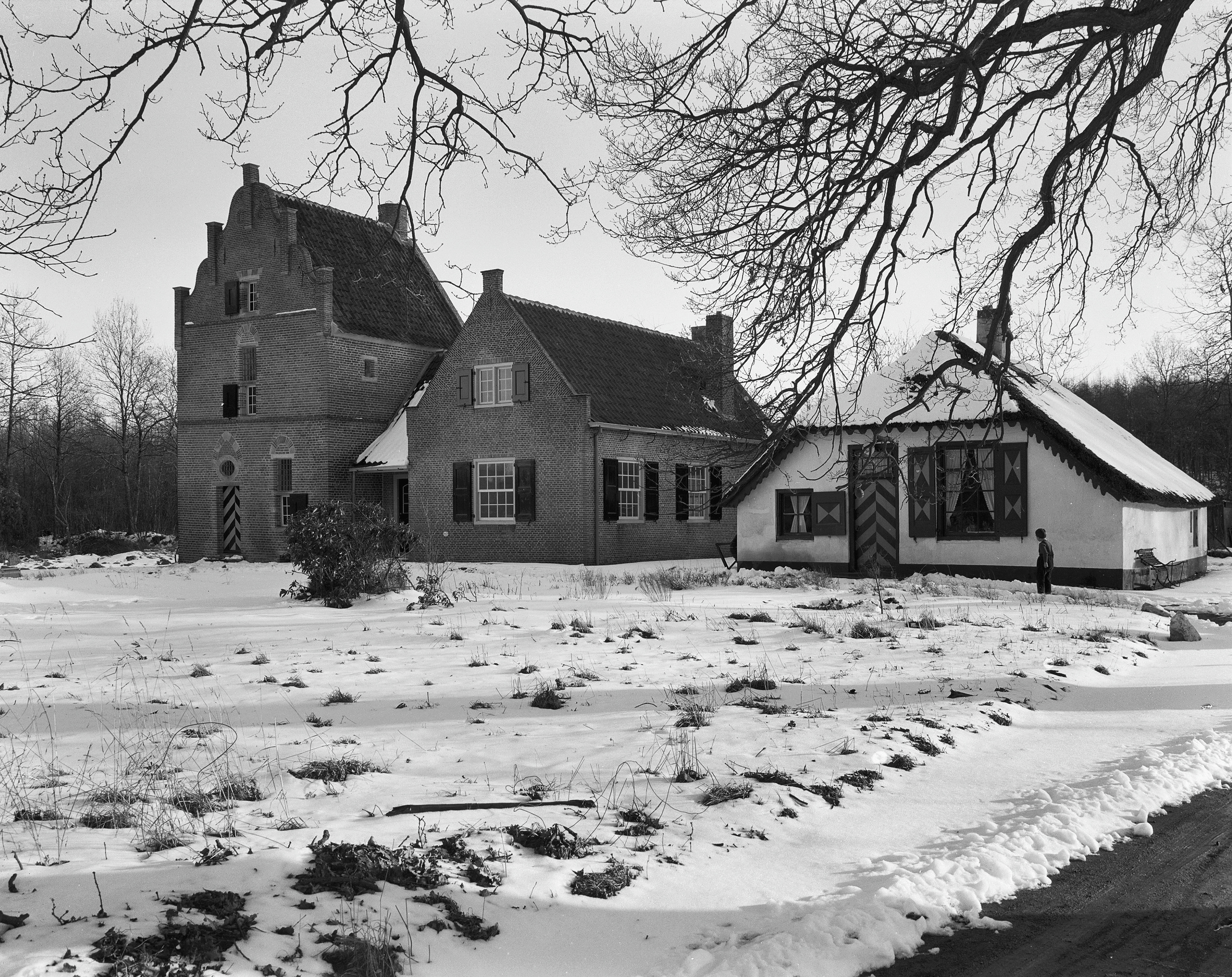
Overzicht voorzijde (1961)
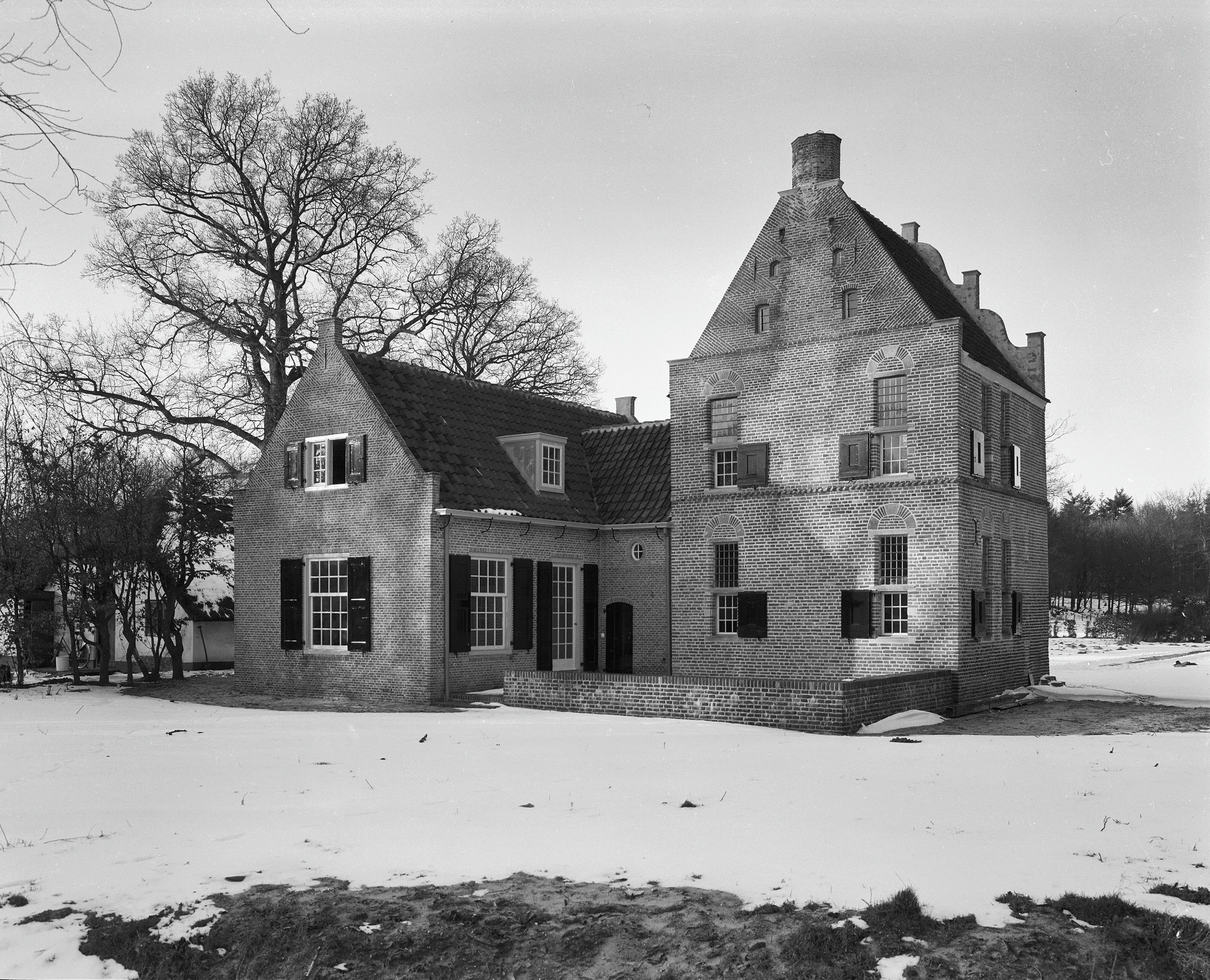
Overzicht achtergevel (1961)
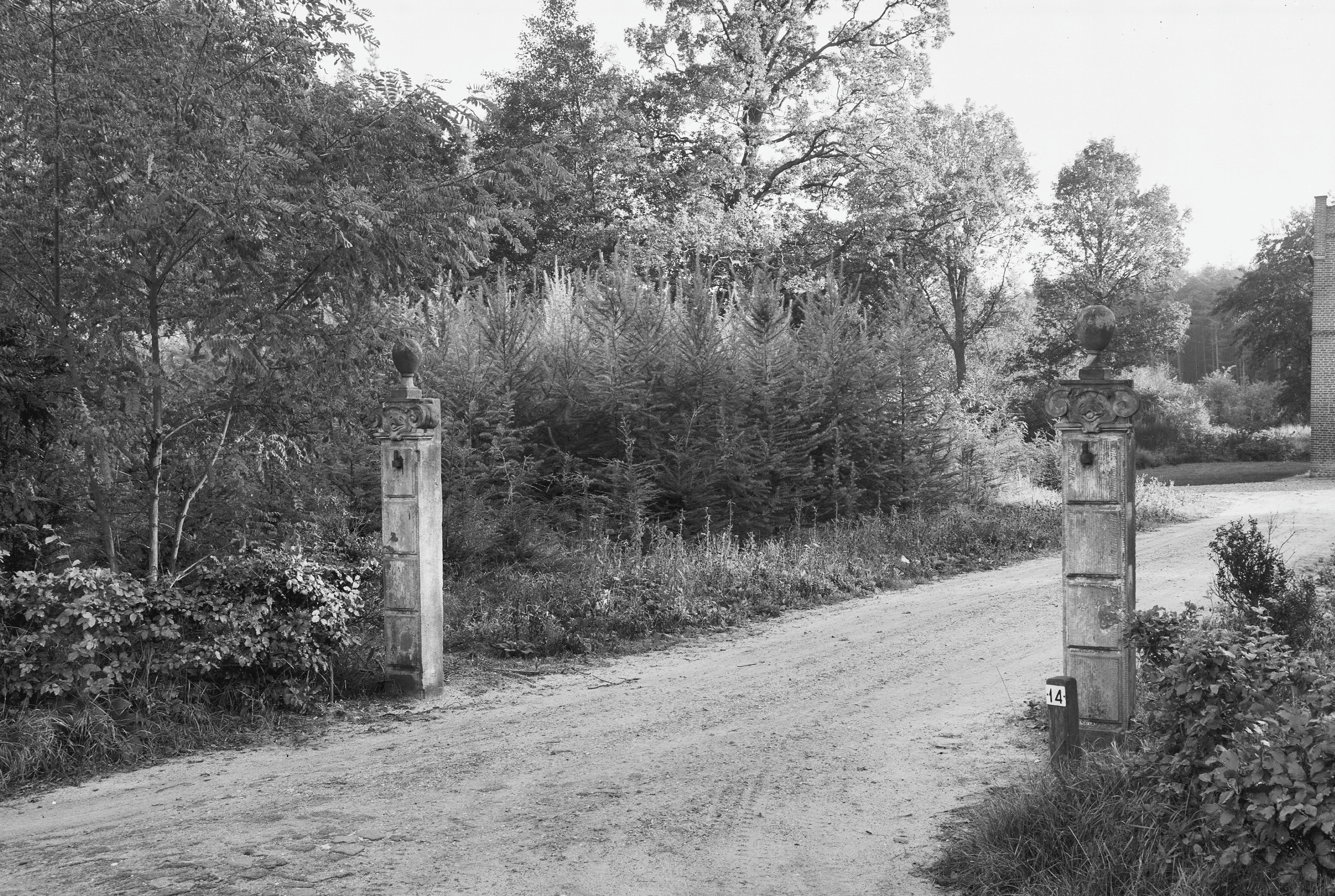
Hekpijlers (1965)